# Jan Blažíček
Jan Blažíček (* 3. února 2001, Nymburk, Česká republika) je český fotbalový set-piece coach – trenér specializující se na standardní situace. Jako člen realizačního týmu Briana Priskeho v klubu AC Sparta Praha se podílel na zisku domácího double v sezóně 2023/2024. Zároveň se stal prvním specializovaným trenérem standardních situací v historii nejvyšší české fotbalové soutěže.
Od roku 2024 působí jako trenér standardních situací u B-týmu Sparty, který pod vedením Luboše Loučky hraje ve druhé nejvyšší české lize.

## Fotbalové začátky
Jan Blažiček zahájil svou fotbalovou dráhu v rodném městě v klubu SK Polaban Nymburk. V roce 2006 se díky náboru fotbalistů z ročníku 2001 dostal do mládežnické akademie SK Slavia Praha, kde strávil více než deset let. Po většinu svého působení v akademii plnil roli kapitána.
V českém fotbalovém prostředí prošel také mládežnickou akademií FK Mladá Boleslav. První soutěžní zkušenost s dospělým fotbalem zažil v barvách pražského FK Meteoru Praha VIII v roce 2020.

## Život v Anglii
V září 2020, v období pandemie covidu-19, se přestěhoval do Velké Británie, kde skloubil svou fotbalovou kariéru s vysokoškolským vzděláním. Tříleté bakalářské studium v programu BA Football Studies na Solent University v Southamptonu úspěšně dokončil s oceněním first-class honours.
Tento specializovaný obor se komplexně věnuje široké škále aspektů ve fotbalovém prostředí. Zahrnuje následující oblasti: sportovní management, koučink, leadership, psychologii, analýzu výkonu, fotbalový rozvoj, kritické myšlení, sociologii, výzkum a socioekonomické aspekty fotbalu. Důraz je kladen na propojení teoretických znalostí s praktickým využitím v reálném prostředí.
Spolupráce mezi univerzitou a Southampton FC mu naskytla jedinečnou příležitost nahlédnout do zákulisí renomované akademie, která vychovala fotbalové hvězdy Alan Shearer, Matt Le Tissier, Gareth Bale, Theo Walcott, Adam Lallana, Luke Shaw a James Ward-Prowse.
Během svého pobytu v Anglii jako fotbalista hrající na postu defenzivního záložníka reprezentoval univerzitní tým Solent University FC v BUCS britských univerzitních ligách a konferenčních pohárech. Jako hráč si vyzkoušel působení v 9. nejvyšší anglické lize, zatímco jako analytik získal své první zkušenosti u mládežnických reprezentací České republiky, a to v kategoriích U16 a U17.
V zahraničí měl také možnost potkat a spolupracovat s řadou osobností a specialistů, kteří ovlivnili jeho profesionální i lidský rozvoj.

## AC Sparta Praha
Po návratu z Anglie do Česka se Blažíček rozhodl ukončit hráčskou kariéru a zaměřit se na analytickou činnost.
V roce 2023 přijal nabídku klubu AC Sparta Praha, kde se stal analytikem kategorie U19 a zároveň specialistou na standardní situace u B-týmu. Pod vedením hlavního trenéra Petra Janouška spolupracoval s trenéry Timem Sparvem a Lukášem Váchou.
V lednu 2024, před začátkem zimní přípravy, byl Jan Blažíček představen jako součást realizačního týmu A-týmu. Do nové pozice set-piece coache – trenéra standardních situací AC Sparta Praha – ho povolal hlavní trenér Brian Priske.
Svým šestiměsíčním působením u "áčka" se podílel na obhajobě ligového titulu i vítězství domácího poháru MOL Cup. V sezóně 2023/2024 tak Sparta získala double. To se pražskému klubu podařilo poprvé po deseti letech.
Vzhledem k jeho věku (23 let) lze předpokládat, že Blažíček patřil mezi nejmladší trenéry, kteří se historicky podíleli na zisku double v profesionálním českém fotbale. Dostupné zdroje však neposkytují přesné informace o věku ostatních členů realizačních týmů, kteří dosáhli podobného úspěchu. Proto nelze jednoznačně potvrdit, zda byl nejmladším trenérem s tímto docíleným výsledkem.
V červnu 2024 nahradil Lars Friis na pozici hlavního trenéra Briana Priskeho, který odešel společně s Lukasem Babalolou do nizozemského Feyenoordu, zatímco Blažiček posílil B-tým Sparty. Zde jako set-piece coach nadále sbírá další zkušenosti, po boku Luboše Loučky, asistenta trenéra A-týmu mezi roky 2020–2023, též známého pro své standardní situace. Spolupráce obou trenérů podtrhla význam standardních situací již v úvodním kole, kdy rezerva Sparty skórovala dvakrát po rohových kopech.